# (6009) Yuzuruyoshii
(6009) Yuzuruyoshii est un astéroïde de la ceinture principale.

## Description
(6009) Yuzuruyoshii est un astéroïde de la ceinture principale. Il fut découvert le 24 mars 1990 à l'observatoire Palomar par Eleanor Francis Helin. Il présente une orbite caractérisée par un demi-grand axe de 2,44 UA, une excentricité de 0,15 et une inclinaison de 22,7° par rapport à l'écliptique.

## Compléments